# Nannie
Nannie ist ein weiblicher Vorname.

## Herkunft und Bedeutung
Er ist die englische Verkleinerungsform von Anne. Weitere Varianten sind Annie, Nan, Nancy, Nanette, Nanny, Nan, Nance.

## Bekannte Namensträgerinnen
- Nannie de Villiers (* 1976), südafrikanische Tennisspielerin